# Морозов, Константин Степанович
Константин Степанович Морозов (1919, с. Михайловка, Курская губерния — 11 сентября 1944, крайсгауптманшафт Кросно, дистрикт Краков, Генерал-губернаторство) — майор Рабоче-крестьянской Красной Армии, участник Великой Отечественной войны, Герой Советского Союза (1943).

## Биография
Константин Морозов родился 18 октября 1919 года в селе Михайловка (ныне — в Прелестненском сельском поселении Прохоровского района Белгородской области). После окончания шести классов школы сначала работал в колхозе, затем на шахте. В 1940 году Морозов был призван на службу в Рабоче-крестьянскую Красную Армию. В 1941 году окончил пехотное училище; с июня того же года — на фронтах Великой Отечественной войны.
К сентябрю 1943 года капитан Константин Морозов командовал батальоном 71-го стрелкового полка 30-й стрелковой дивизии 47-й армии Воронежского фронта. Отличился во время битвы за Днепр. 26 сентября 1943 года батальон Морозова в числе первых переправился через Днепр в районе города Канева Черкасской области Украинской ССР и принял активное участие в боях за захват и удержание плацдарма на его западном берегу, отразив восемь немецких контратак. В тех боях Морозов лично уничтожил 4 вражеских танка, сам получил ранение, но продолжал сражаться.
Указом Президиума Верховного Совета СССР от 25 октября 1943 года за «мужество и героизм, проявленные при форсировании Днепра и удержании плацдарма на его правом берегу» капитан Константин Морозов был удостоен высокого звания Героя Советского Союза. Орден Ленина и медаль «Золотая Звезда» он получить не успел, так как 11 сентября 1944 года погиб в бою. Похоронен на Холме Славы во Львове.
Был также награждён орденами Александра Невского и Отечественной войны 2-й степени.